# 小行星16975
小行星16975（16975 Delamere）是一颗绕太阳运转的小行星，为主小行星带小行星。该小行星于1998年12月27日发现。

## 轨道参数
小行星16975的轨道半长轴为2.3913129 UA，离心率为0.219。